# Wiesław Błach
Wiesław Błach (* 25. března 1962 v Opolí, Polsko) je bývalý polský zápasník – judista.

## Sportovní kariéra
S judem začínal ve 12 letech v rodném Opolí společně se svým bratrem Tomaszem. Po skončení střední školy se přesunul do Vratislavi, kde studoval na univerzitě a zároveň trénoval. V reprezentaci se připravoval pod vedením Ryszarda Zieniawa. Dlouhá léta patřil k oporám polské reprezentace a bývalý československý judista Josef Věnsek mu dlouho nemohl přijít na jméno.
Nebýt bojkotu východního bloku olympijských her v Los Angeles v roce 1984 měl by na kontě tři olympijské účasti. Neřadil se však mezi absolutní světovou špičku a 7. místo z olympijských her v Barceloně v roce 1992 bylo dáno dobrým nalosováním.
Známá je jeho příhoda z mistrovství Evropy v roce 1990, kde získal bronzovou medaili. Jeho soupeř Turek Alparslan Ayan totiž dorazil na tatami po uplynutí limitu a byl diskvalifikován (hansoku-make). Zisk bronzové medaile bez boje mu však neimponoval a sám přesvědčil rozhodčí aby k duelu nakonec došlo. Zápas skončil nerozhodně a medaili získal po hantei v poměru 2:1.
Po skončení sportovní kariéry u juda zůstal jako trenér a později jako sportovní funkcionář. Jeho svěřenkyně Aneta Szczepańská vybojovala na olympijských hrách v Atlantě v roce 1996 stříbrnou olympijskou medaili. Judu se vrcholově věnuje i jeho syn Łukasz, kterému pro změnu nemůže přijít na jméno Jaromír Musil.

## Výsledky

### Váhové kategorie
| Turnaj             | 1982       | 1983       | 1984       | 1985       | 1986       | 1987       | 1988       | 1989       | 1990       | 1991       | 1992       |
| Turnaj             | 20         | 21         | 22         | 23         | 24         | 25         | 26         | 27         | 28         | 29         | 30         |
| Turnaj             | lehká váha | lehká váha | lehká váha | lehká váha | lehká váha | lehká váha | lehká váha | lehká váha | lehká váha | lehká váha | lehká váha |
| ------------------ | ---------- | ---------- | ---------- | ---------- | ---------- | ---------- | ---------- | ---------- | ---------- | ---------- | ---------- |
| Olympijské hry     |            |            | —          |            |            |            | úč.        |            |            |            | 7.         |
| Mistrovství světa  |            | úč.        |            | 3.         |            | úč.        |            | úč.        |            | úč.        |            |
| Mistrovství Evropy | 7.         | úč.        | úč.        | —          | 3.         | 1.         | ?          | —          | 3.         | úč.        | 5.         |